# Roberto Bordi
Roberto Bordi OFM (* 2. Januar 1946 in Rom) ist ein italienischer Geistlicher und emeritierter Weihbischof in El Beni o Beni.

## Leben
Roberto Bordi trat am 16. Juli 1963 der Ordensgemeinschaft der Franziskaner bei, legte am 1. November 1969 die feierliche Profess ab. Er empfing am 29. November 1970 die Diakonenweihe und der Weihbischof in Rom, Biagio Vittorio Terrinoni OFMCap, spendete ihm am 4. Juli 1971 die Priesterweihe.
Papst Benedikt XVI. ernannte ihn am 6. November 2010 zum Titularbischof von Mutugenna und Weihbischof in El Beni o Beni. Der Erzbischof von Santa Cruz de la Sierra, Julio Kardinal Terrazas Sandoval CSsR, spendete ihm am 20. Januar des nächsten Jahres die Bischofsweihe; Mitkonsekratoren waren Julio María Elías Montoya OFM, Apostolischer Vikar von El Beni o Beni, und Jesús Gervasio Pérez Rodríguez OFM, Erzbischof von Sucre. 
Vom 22. Februar 2020 bis zur Amtseinführung des neuen Apostolischen Vikars Aurelio Pesoa Ribera am 11. Februar 2021 war er Apostolischer Administrator von El Beni o Beni. Mit demselben Datum nahm Papst Franziskus seinen altersbedingten Rücktritt an.